# بهادر علی‌اف
بهادر اتابالا اوغلو علی‌اف بازیگر اهل کشور جمهوری آذربایجان بود. از فیلم هایی که وی در آنها بازی کرده است میتوان به فیلم بابک اشاره نمود.